# Raffaella Reggi
Raffaella Reggi, född 27 november 1965 i Faenza i Italien, är en italiensk högerhänt tidigare professionell tennisspelare.

## Tenniskarriären
Raffaella Reggi blev professionell WTA-spelare i början på 1980-talet (1983?) och spelade tävlingstennis på Virginia Slims Circuit till 1992. Hon vann 5 (?) singel- och 4 dubbeltitlar på touren. Bland meriterna finns en mixed dubbeltitel i US Open 1986 tillsammans med spanjoren Sergio Casal. I finalen besegrades Martina Navratilova/Peter Fleming.
Sin förnämsta singeltitel vann Reggi 1985 på grus i Italienska öppna. Hon finalbesegrade amerikanskan Vicki Nelson med 6-4, 6-4.  
Raffaella Reggi deltog i det italienska Fed Cup-laget 1982-92 utom 1988. Hon spelade totalt 33 matcher för laget och vann 15 av dem. Hon deltog i olympiska sommarspelen 1984, 1988 och 1992.

## Spelaren och personen
Reggi blev som tennisspelare känd för sin livliga, eldiga personlighet. Hon kommenterade ofta sitt eget spel med livliga gester.  

## Grand Slam-titlar
- US Open
  - Mixed dubbel - 1986 (med Sergio Casal)

## Övriga titlar på Virginia Slims Circuit
- Singel
  - 1990 - Taranto
  - 1987 - San Diego
  - 1986 - Europeiska öppna, Puerto Rico
  - 1985 - Italienska öppna, Taranto
- Dubbel
  - 1991 - Linz (med Manuela Maleeva)
  - 1988 - Tampa (med Terry Phelps)
  - 1985 - Taranto (med Sandra Cecchini)